# سقوط الشيوعية في ألبانيا
بدأ سقوط الشيوعية في ألبانيا وهو الحدث الأخير من نوعه في أوروبا خارج الاتحاد السوفيتي، في ديسمبر 1990 بمظاهرات طلابية في العاصمة تيرانا، على الرغم من بدء الاحتجاجات في يناير من ذلك العام في مدن أخرى مثل إشقودرة وكافايه. سمحت اللجنة المركزية لحزب العمل الشيوعي الألباني بالتعددية السياسية في 11 ديسمبر، وتأسس أكبر حزب معارض، الحزب الديمقراطي، في اليوم التالي. بعد انتخابات مارس 1991 فاز حزب العمل الشيوعي وظل في السلطة، لكن الإضرابات العامة والمعارضة الحضرية أديا إلى تشكيل «حكومة استقرار» ضمت غير الشيوعيين. هُزم الشيوعيون السابقون في ألبانيا في انتخابات مارس 1992 وسط انهيار اقتصادي واضطرابات اجتماعية، حيث فاز الحزب الديمقراطي بمعظم المقاعد وأصبح رئيس حزبه اقتصاد رئيساً للجمهورية.